# Grübeln
Das Grübeln ist eine Form des Nachdenkens, bei dem die Gedanken um mehrere Themen oder ein spezielles Problem kreisen, ohne dabei zu einer Lösung zu gelangen.
Beim Grübeln geht es oft um abstrakte, unkonkrete und vage Themen: negativ besetzte philosophische oder pseudophilosophische Fragestellungen, einen Konflikt oder ein Problem, für das keine Lösung vorhanden zu sein scheint. Eine einfache, naheliegende Lösung wird angezweifelt, im Grübelvorgang per Definition nicht gesucht; eine Entscheidung zwischen einer Vielzahl von Lösungen wird als schwierig wahrgenommen, krampfhaftes Suchen nach Lösungen verhindert die Lösung. Der Mensch kann in seinen Gedankenkreisen gefangen sein und keinen Weg heraus finden, wobei anhaltendes sorgenvolles Grübeln ein Anzeichen für Krankheit ist. Bevorzugte Themen des Grübelns beziehen sich auf Entscheidungen, Konflikte, eigene Leistung, vermutete Einschätzung der eigenen Person durch andere, Zukunft, Vergangenheit oder den Sinn des Lebens.
Grübeln ist eine Suche ins Leere, die trotz möglicher Lösungsmöglichkeiten fortgesetzt wird.
Die wissenschaftliche Untersuchung des Grübelns (auch Rumination, von lat. wiederkäuen) begann in den 1980er Jahren. In der klinischen Psychologie und Psychopathologie kann unterschieden werden zwischen der Beschäftigung mit vergangenheitsbezogenen (Grübeln) und zukunftsbezogenen (Sorgen) Themen. Beides, Grübeln bzw. Sorgen, wird in der Regel von negativen Emotionen begleitet, wobei das Grübeln mit eher depressiven, das Sorgen mit eher angstvollen Gefühlen einhergeht.

## Abgrenzung von normalem und pathologischem Grübelverhalten
Wenn sich Menschen in Konflikt-, Stress- oder Krisensituationen befinden, sind grüblerische und sorgende Gedanken verständlich und normal. Auch gibt es dimensionale Unterschiede zwischen Menschen bzgl. deren Neigung zu diesen kreisförmigen und verketteten Denkvorgängen. Entscheidend bei der Frage, ob sich dies noch im gesunden Bereich abspielt, ist das subjektiv empfundene Leid und die erfahrene Einschränkung im Alltagserleben.
Pathologisches Grübeln, also Grübeln und/oder Sorgen mit Krankheitswert, tritt zunächst häufiger und auch anhaltender auf. Innerhalb einer schweren depressiven Episode können grüblerische Gedanken den Menschen oft stundenlang mehrmals täglich geradezu lähmen. Menschen mit einer generalisierten Angststörung, deren Hauptmerkmal multiple Sorgen sind, erleben Ähnliches.
Pathologisches Grübeln beginnt zudem oft ohne äußeren Anlass und wird als wenig kontrollierbar und dabei als aversiv erfahren. Häufig hält Grübeln auch vom Schlaf ab und kann somit die Gesundheit auch indirekt deutlich beeinträchtigen. Auch die Zeitintensivität führt indirekt zu gesundheitlichen Einschränkungen, da positive Tätigkeiten nicht mehr ausgeführt werden und Aufgaben und Probleme nicht mehr angegangen werden können. Durch Letzteres kommt es zu einer Intensivierung des Grübelns und somit zu einem Teufelskreis. Übermäßiges Grübeln kann auch zu einer zeitweiligen Einschränkung kognitiver Fähigkeiten wie Konzentration, Merkfähigkeit und Gedächtnis führen.

## Sprachgeschichtliches
Grübeln ist eine Iterativbildung zu graben und verweist in dieser etymologischen Bedeutung auf ein „unermüdliches Sich-in-die-Tiefe-Vorarbeiten“. In der Romantik bezog sich die sogenannte „Mode des Nachgrübelns“ als eine Art Tiefsinn auf die Naturmysterien bzw. die Tiefe des eigenen Gemüts, und noch Walter Benjamin sprach vom „Reichtum alter Grübeleien“.
Die eigentliche Pathologisierung des Grübelns beginnt dagegen mit Wilhelm Griesinger, der das Grübeln im Anschluss an Richard von Krafft-Ebing als „Zwangsvorstellung in Frageform“ definierte. In der Umgangssprache wird Grübeln heute auch im Sinne von Tüfteln, Knobeln, Rätseln oder Sinnieren verwendet, mit der Vorgabe, dies mit der freien Willensentscheidung zu tun. Grübeln wird im Umgangssprachlichen leicht verwechselt mit Prozessen, die dem Brainstorming oder normalem Philosophieren entsprechen.

## Gewinn durch Vermeidung
In der klinischen Psychologie werden Grübeln und Sorgen zunächst grundsätzlich und ursprünglich als Problemlöseversuche verstanden, welche nicht mehr funktional angewendet werden. So können beispielsweise zukunftsbezogene sorgende Gedanken auch zu handlungsvorbereitenden Ergebnissen führen und somit Gefahren vorbeugen. Das unangenehme Durchdenken von negativen vergangenen Situationen kann zu Fehlervermeidung und Korrektur des eigenen Verhaltens in der Zukunft führen. Dies gilt jedoch nur, wenn die Gedanken zu Ergebnissen führen, was beim Grübeln nicht der Fall ist. Die emotionsregulativen Aspekte von Grübeln wurden erstmals von Borkovec u. a. (1983) aufgezeigt. Innerhalb der neueren Therapieforschung werden diese Ansätze weiterentwickelt und zunehmend Evidenzen gesammelt, welche auf die aufrechterhaltenden Bedingungen des Grübelns erstens in einer kurzfristigen Abnahme von starken aversiven Emotionen wie Minderwertigkeitserleben, Ängsten und Unsicherheit hinweisen und Grübeln insofern die emotionale Verarbeitung dämpft (negative Verstärkung). Zweitens wird der protektive Charakter des Grübelns bezüglich stark ansteigender aversiver Emotionen zugunsten langfristig gleichbleibend hoher aversiver Emotionen untersucht. Innerhalb eines Lernmodells kann so erklärt werden, weshalb pathologisches Grübeln, trotz der begleitenden unangenehmen Gefühle, als Verhalten bestehen bleibt, wenn auch zu leidlich hohen emotionalen Kosten.
Grübeln als Form von Entschlusslosigkeit, Aufschieben, Sich-Verzetteln, bis hin zu massiven psychischen Widerständen kann gute Vorsätze, Pläne und Lebensveränderungsprojekte scheitern lassen. Diese Widerstände beinhalten oftmals einen unbewussten Gewinn, sind Teil psychischer Mechanismen, da sie im Dunkeln belassen, ob die realen Lösungen den Menschen glücklich gemacht hätten. Mit dem handlungsvermeidenden Grübeln bewahrt sich der Mensch vielleicht vor der ernüchternden Erfahrung des Scheiterns oder der Einsicht, doch nicht so talentiert oder intelligent zu sein wie gewünscht.

## Psychopathologie
In der Psychopathologie kann endloses Grübeln den Stellenwert eines Hauptsymptoms erhalten, z. B. bei einer Depression. Grübelneigung kann die Entscheidungsfähigkeit dabei stark einschränken, wobei die Gedanken dabei meist um die Themen Hoffnungslosigkeit, Minderwertigkeitsgefühle und Selbstvorwürfe kreisen und die normale Handlungsfähigkeit beeinträchtigen.
Als Hauptmerkmal für die Diagnose einer generalisierten Angststörung (ICD-10: F41.1) mit einer Lebenszeitprävalenz von etwa 4–5 Prozent steht ebenfalls sorgendes Grübeln in nahezu allen Bereichen des Lebens wie die eigene Gesundheit und jene nahestehender Menschen, Arbeit, Umwelt, Politik, Katastrophen oder Finanzen.
Grübelzwang liegt bei einer Zwangsstörung mit der Diagnose ICD-10: F42.0 „Vorwiegend Zwangsgedanken oder Grübelzwang“ vor und kann bei einer Zwangsstörung mit der Diagnose F42.2 „Zwangsgedanken und -handlungen, gemischt“ vorliegen. Grübeln kann dabei die Form von zwanghaften Ideen, bildhaften Vorstellungen oder Zwangsimpulsen annehmen. Für den betreffenden Menschen sind diese Zwangsgedanken häufig quälend und laufen in einer Kette endloser Überlegungen und unabwägbarer Alternativen ab. Dies geht mit der Unfähigkeit einher, einfache, für das tägliche Leben notwendige Entscheidungen treffen zu können.
Grübelzwänge und Depressionen sind eng miteinander verbunden, daher ist der Grübelzwang nur dann als Zwangsstörung aufzufassen, wenn er außerhalb einer depressiven Episode auftritt.

## Therapie
Die Bedeutsamkeit des Phänomens des Grübelns wird in der Therapieforschung zunehmend als störungsübergreifendes Symptom gesehen, dessen Behandlung jenseits der modernen störungsspezifischen Behandlungsmanuale innerhalb einer optimierten Emotionsregulation als Therapieziel gesetzt werden kann.
Mögliche Behandlungsstrategien sind hierzu u. a. symptomspezifische Psychoedukation, Problemlösetraining, Entspannungsverfahren, achtsamkeitsbasierte Ansätze (z. B. Achtsamkeitsbasierte Kognitive Therapie, Akzeptanz- und Commitmenttherapie) zur Steigerung der Toleranz für aversive Emotionen, kognitive Umstrukturierung zur Korrektur dysfunktionaler Metakognitionen über das Grübeln, Sorgenkonfrontationen in sensu (z. B. (bildhaftes) Zu-Ende-Denken).